# Ширяєвська (Бабаєвський район)
Ширяєвська — присілок в Бабаєвському районі Вологодської області Росії.
Входить до складу Борисовського сільського поселення (з 1 січня 2006 року по 13 квітня 2009 року входила в Афанасьєвське сільське поселення).
Відстань по автодорозі до районного центру Бабаєво — 51 км, до центру муніципального утворення села Борисово-Судське по прямій — 10 км. Найближчі населені пункти — с. Антоновська, с. Мале Борисово, с. Пустошка. Станом на 2002 рік проживало 40 чоловік.